# مايك غلينون
مايك غلينون (بالإنجليزية: Mike Glennon)‏ هو لاعب كرة قدم أمريكية أمريكي، ولد في 12 ديسمبر 1989 في مقاطعة فيرفاكس في الولايات المتحدة.

## وصلات خارجية
- مايك غلينون على موقع إي إس بي إن.كوم (أن.أف.أل)3
- مايك غلينون على موقع مرجع كرة القدم المحترفة.كوم (الإنجليزية)
- مايك غلينون على موقع كلية كرة القدم في سبورتس رفرنس.كوم (الإنجليزية)